# Temple de la Petite Étoile
Le temple de la Petite Étoile est un édifice religieux situé  81 rue Anatole-France à Levallois-Perret. La paroisse est membre de l'Église protestante unie de France.

## Histoire
En 1868, le pasteur Eugène Bersier ouvre une salle avenue de la Grande-Armée (17e arrondissement de Paris), qui devient en novembre 1874 le temple protestant de l'Étoile. À la fin du XIXe siècle, une grande partie de la communauté du secteur réside cependant à Levallois.
Un premier bâtiment est élevé en 1897 rue Anatole-France. Le pasteur Henri Monnier, détaché du temple de l’Étoile, y développe l’Église. Un nouvel édifice est construit entre 1911 et 1912 par l'architecte Charles Letrosne. Les bandeaux de peinture sont attribués au peintre Émile Menu.  Un orgue est installé par le facteur Mutin. Ce nouveau temple est inauguré le 1er décembre 1912.
En 1912 est également construite une résidence à prix réduit, appelée Foyer du Jeune Homme puis Résidence de la Petite Étoile. Elle accueille des jeunes actifs de moins de 29 ans et des familles en situation de monoparentalité.
Depuis le 24 septembre 1937, la paroisse est desservie par la ligne 3 du métro de Paris, à la station de métro Anatole France.
L'édifice est classé au titre des monuments historiques en 1995.

## Architecture
Le temple possède un plan en croix latine. Le soubassement de l'église est en pierre meulière. Sa charpente originale est en bois, recouverte d'ardoise. Elle est inspirée de l'architecture de l'Europe du Nord. Les angles laissés vides sont occupés par des bureaux et des logements. L'édifice est surmonté d'une flèche carrée et élancée, elle-même surmontée d'une croix métallique.
L'intérieur est de style néo-gothique flamboyant, décoré de peintures, de motifs stuqués et de vitraux. Les ornements en bandeau sont peints au pochoir et représentent des guirlandes de fleurs et de feuillages,.